# AN/TPS-43

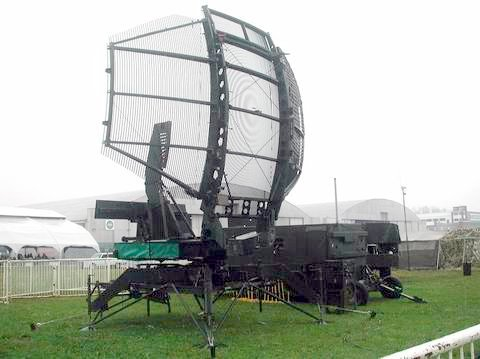
Antenne des AN/TPS-43

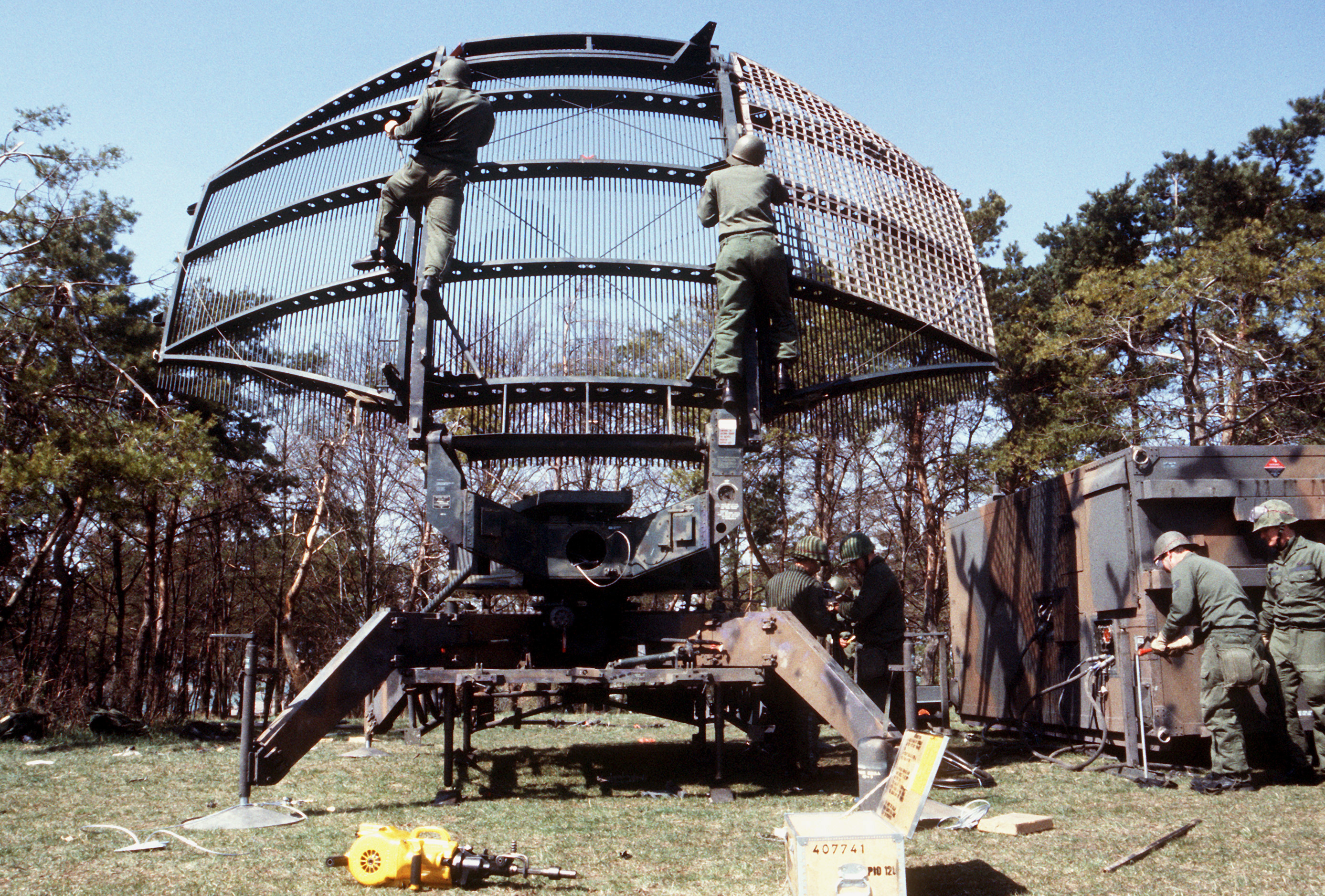
Aufbau des AN/TPS-43E während des Manövers UREX'82 nahe Grünstadt

Das AN/TPS-43 (JETDS-Bezeichnung) ist ein transportables 3D-Radargerät, welches zwei Jahrzehnte lang als einziges, taktisches Langstrecken-Radarsystem der US Air Force diente. Es bestand aus zwei (z. B. auf LKW) verladbaren Komponenten: Die Radarantenne, welche für Transportzwecke vollständig eingeklappt werden konnte, sowie einem Shelter, in dem Sende-, Empfangs- und Auswertetechnik untergebracht waren. Die Antenne wurde über einen flexiblen Hohlleiter mit der Sendeendstufe im Shelter verbunden. Die Hohlleiter waren mit Schwefelhexafluorid gefüllt um deren Durchschlagsfestigkeit zu verbessern und die Durchlassdämpfung zu vermindern. 
Der Antennengewinn beträgt 37 dB. Die Antennencharakteristik hat die Form eines Stacked-Beam-Cosecans²-Diagramms. Der Sendepuls wird in Form eines Cosecans²-Diagramms abgestrahlt, der Empfang geschieht über 6 im Höhenwinkel gestaffelte Empfangskanäle (sog. Keulen bzw. Beams), die in ihrer Summe wieder das Cosecans²-Diagramm abdecken. Dadurch kann neben Seitenwinkel und Entfernung auch die Elevation (Flughöhe) eines Flugobjektes bestimmt werden. Ein weiterer, 7. Empfangskanal dient der Nebenkeulenunterdrückung (SLB).
Ein gepulstes Twystron (eine hybride Endstufenröhre, welche eine Wanderfeldröhre (TWT) und ein Klystron vereinigt) erzeugt im S-Band eine maximale Ausgangsleistung von 2,8 MW. Der Sendeimpuls ist phasencodiert und erzielt mit dem Pulskompressionsverfahren deshalb eine sehr exakte Entfernungsauflösung.
Die amerikanischen Streitkräfte modifizierten viele AN/TPS-43 zum AN/TPS-70, indem sie die Cosecans²- Antenne gegen eine Phased-Array-Antenne austauschten, diese Modifikation wurde bei den Geräten der Deutschen Bundeswehr aber nicht durchgeführt. Trotzdem erfreut sich das AN/TPS-43 weiterhin großer Beliebtheit. So haben die argentinischen Streitkräfte als Konsequenz aus den Ereignissen des 11. September 2001 ein AN/TPS-43E in Posadas (Misiones) aufgestellt, um illegale Flugbewegungen zu entdecken.
| Technische Daten AN/TPS-43 | Technische Daten AN/TPS-43 |
| -------------------------- | -------------------------- |
| Frequenzbereich            | 2900–3100 MHz              |
| Pulswiederholzeit          | 4 ms                       |
| Pulswiederholfrequenz      | 250 Hz                     |
| Sendezeit (PW)             | 6,5µs                      |
| Empfangszeit               |                            |
| Totzeit                    |                            |
| Pulsleistung               | 2,8 MW                     |
| Durchschnittsleistung      | 6,7 kW                     |
| angezeigte Entfernung      | 450 km                     |
| Entfernungsauflösung       | 80 m                       |
| Öffnungswinkel             | 1,1°                       |
| Trefferzahl                |                            |
| Antennenumlaufzeit         | 10 s (6/min)               |

## Nutzer
- Argentinien
- Bangladesch
- Deutschland
- Vereinigte Staaten
- Vereinigtes Königreich